# Metropolitanato de Edesa
El metropolitanato de Edesa o gran metropolitanato de Edesa (en griego: Μητρόπολη Ἐδέσσης) fue una sede episcopal metropolitana de la Iglesia del primer milenio o de la Pentarquía dentro del patriarcado de Antioquía. La sede del metropolitano estaba en la ciudad de Edesa, actualmente llamada Sanliurfa y ubicada en Turquía. El metropolitanato de Edesa existió hasta circa 600, cuando la sede fue ocupada por la Iglesia jacobita.  

## Historia
Edesa fue la capital del Reino de Osroena, un vasallo del Imperio parto que fue conquistado por el Imperio romano en 116, cuando Edesa fue saqueada. En 123 fue restablecido como un estado vasallo semiautónomo hasta que en circa 213 pasó a ser la provincia romana de Osroena, que desde 318 hizo parte de la diócesis civil de Oriente. Aunque gobernada por una dinastía de origen árabe, la población del reino era principalmente aramea, con una mezcla de griegos y partos.

### Leyendas
Según la Leyenda de Abgar, el rey Abgaro V de Edesa, afectado por una enfermedad incurable, al enterarse de las habilidades terapéuticas de Jesús, le habría escrito una carta pidiéndole el don de la curación. Jesús le habría respondido diciendo que, impedido de ir él mismo, enviaría a uno de sus discípulos. Después de la ascensión el discípulo Addai (Tadeo de Edesa, uno de los setenta discípulos mencionados en el Nuevo Testamento) habría ido a Edesa y habría curado al rey, quien, por gratitud, se habría convertido al cristianismo, con toda su corte. De acuerdo con esta leyenda, Osroena habría sido el primer estado que aceptó el cristianismo como religión del estado en 201 o antes, pero no hay suficiente evidencia para apoyar esa afirmación. 
La Doctrina de Addai y los Hechos de Addai agregan que el apóstol habría predicado a judíos y paganos en toda la ciudad, destruyendo templos paganos y construyendo la primera iglesia cristiana. Antes de morir, nombraría a su discípulo Aggai como su sucesor al frente de la Iglesia de Edesa, a quien sucedió Palout.
Estos textos legendarios pretenden atribuir el origen de la Iglesia de Edesa a los apóstoles mismos. En realidad, el primer rey cristiano fue Abgar el Grande entre finales del siglo II y principios del III, un período en el que el obispo Palout puede ser ubicado históricamente.
Hay muchas leyendas relacionadas con la fundación del cristianismo en Edesa, incluida la del verdadero retrato de Jesús (Mandylion), que el enviado de Abgar V habría llevado de vuelta a casa, que terminó en Constantinopla en el siglo X y que finalmente llegaría en Roma. Otra leyenda cuenta que el emperador Alejandro Severo, después de su victoria sobre los persas, le habría pedido al rey de la India el cuerpo del apóstol Tomás, quien fue colocado en una caja de plata en una iglesia de la ciudad. Se cree que el Evangelio de Tomás emanó de Edesa alrededor de 140. 

### El origen de la comunidad cristiana
Más allá de estos textos legendarios, no hay documentación histórica sobre el origen de la comunidad cristiana en Edesa y en Osroena. Ciertamente, el cristianismo, como en todas partes del Imperio romano, se extendió dentro de la comunidad judía, una comunidad muy viva desde el punto de vista cultural: de hecho, es el trabajo del judaísmo y, a mediados del siglo II, la composición de la versión en siríaco del Antiguo Testamento, la Peshitta. Sin embargo, no hay duda de que incluso antes del 190 el cristianismo se había extendido vigorosamente dentro de Edesa y sus alrededores.
Eusebio de Cesarea, en su historia, habla por primera vez de Edesa con motivo de un concilio de Osroena, celebrado en la ciudad en 197, para discutir la cuestión de la fecha de la Pascua. De su texto parece que las diversas comunidades cristianas ya estaban gobernadas por aquellos responsables que, aunque no llevaban el nombre, ejercían las mismas funciones que los obispos. En 201 la ciudad fue devastada por una gran inundación y la iglesia cristiana fue destruida.
La vitalidad cultural de Edesa pronto se manifestó también en la comunidad cristiana, donde, entre fines del siglo II y principios del III, se extendieron algunas sectas gnósticas, como la de los marcionistas y los valentinianos. Alrededor de 180 Taciano el Sirio, gnóstico encratita, marcó el Diatessaron, que tuvo amplia difusión en Edesa hasta el siglo V. Originario de Edesa es Bardaisan († circa 222), autor de un Diálogo sobre el destino y de varios himnos y poemas en siríaco, apreciados por sus conciudadanos contemporáneos, pero que más tarde, aproximadamente en el siglo V, fueron contados entre los herejes. Es considerado entre los padres de la literatura siríaca.
Con el comienzo del siglo III, la comunidad cristiana se desarrolló aún más, gracias a la conversión del rey Abgar IX y su corte y el obispo Palout recibió la consagración de manos del patriarca de Antioquía Serapión, un evento que unió la Iglesia de Edesa con Antioquía y la Iglesia bizantina.
La dinastía gobernante Abgarida fue depuesta por los romanos durante el reinado del emperador romano Caracalla (211-217), probablemente en 214 o 216, y Osroena se incorporó como provincia, pero se restableció brevemente durante el reinado de emperador Gordiano III (238-244). En 249 el Reino de Edesa fue anexado definitivamente al Imperio romano por Filipo el Árabe (244-249). A partir de ese momento su territorio se convirtió en una frontera de conflicto entre romanos y persas, hasta la conquista árabe del siglo VII. Para la comunidad cristiana fue el comienzo de la era de las persecuciones, ordenada por los emperadores, particularmente Decio y Diocleciano. Pero también la era de los mártires y los santos, de la cual es rico el Vetus Martyrologium Romanum, entre ellos están Sharbil, el obispo Barsamya, Gouria, Shamouna y Habib.
En la batalla de Edesa en 260, donde el Imperio romano sufrió una contundente derrota a manos persas, el emperador Valeriano fue capturado por los persas bajo el mando de Sapor I. Los romanos se vieron obligados a ofrecer contrapartidas para recuperar la ciudad, y los prisioneros romanos contribuyeron a construir el ingenioso sistema de irrigación en Sushtar (actual Irán). 

### Fundación de la Iglesia de Edesa
Después del Edicto de Milán en 313, comenzó un feliz período de organización eclesiástica para la Iglesia de Edesa. La Crónica del Edesa menciona a 9 obispos de Edesa del siglo IV: Conon construyó la catedral; Saades está presente en el Concilio de Nicea I en 325 y al firmar sus actos afirmó la ortodoxia de su Iglesia y de toda Mesopotamia, de la cual es reconocido como metropolitano. En 346 Abraham construyó la iglesia en memoria de los confesores edesanos de la fe. En el Concilio de Constantinopla I de 381 Eulogio fue recordado como metropolitano de Osroena y en la época del obispo Ciro en 394, las reliquias del apóstol Tomás fueron llevadas solemnemente a la ciudad.
Con la caída definitiva de Nísibis en manos persas en 363, Edesa vio la llegada de una gran cantidad de cristianos de esa ciudad, que huían de las persecuciones de Sapor II. Entre ellos también san Efrén, que murió en Edesa el 9 de junio de 373. Quizás la fundación de la Escuela de Edesa (también llamada la escuela persa) se remonta a esa época, conocida en todo el Oriente. En este mismo período, la comunidad cristiana se dividió entre los ortodoxos y los arrianos y el obispo Barses, quien se vio obligado a exiliarse y murió en marzo de 378. 
Bajo el emperador sasánida Kavad I (488-531), los persas atacaron Edesa y, según Josué el Estilita, el santuario fuera de los muros construido en la década de 340 fue quemado. Fue reconstruida por el emperador bizantino Justino I (518-527) con el nombre de Justinópolis. En 544 se produjo un fallido asedio sasánida a Edesa.

### Disputas teológicas
Según su biografía, se debe al obispo Rábula de Edesa, en la primera mitad del siglo V, la erradicación definitiva de las herejías arriana y gnósticas en su Iglesia. Fue él quien prescribió la prohibición del Diatessaron de Taciano. Sobre todo, Rábula se mostró entre los adversarios más autorizados de la herejía nestoriana naciente, apoyó abiertamente a Cirilo de Alejandría en la condena del nestorianismo en el Concilio de Éfeso en 431, llamó a un sínodo de los obispos de Osroena donde se condenó la herejía, se quemaron los libros de Teodoro de Mopsuestia, y se expulsó de la escuela de Edesa y de la ciudad a todos los partidarios de Nestorio.
Sin embargo, los esfuerzos de Rábula fueron frustrados por su sucesor, Ibas, miembro de la escuela de Edesa y autor de la traducción siríaca de los escritos de Teodoro de Mopsuestia. Con Ibas el nestorianismo tuvo su hogar en Edesa y gracias a él se difundieron las concepciones teológicas de Nestorio en la cercana Iglesia persa. La escuela de Edesa se convirtió en un centro de difusión del nestorianismo hasta el punto de que el obispo Ciro II, sucesor de Ibas, se vio obligado a cerrarlo y expulsar a todos sus seguidores en 489, quienes se refugiaron en Nísibis, la ciudad de Alta Mesopotamia bajo el dominio persa.
Con el comienzo del siglo VI, Edesa participó en la nueva herejía monofisita, condenada por el Concilio de Calcedonia en 451, pero que se extendió en Egipto y en el patriarcado de Antioquía. El obispo Pablo, su firme defensor, se vio obligado a exiliarse en 522. Sin embargo, el padre del monofisismo sirio fue el obispo Jacobo Baradeo, quien sucedió a Addai en 541, mientras la ciudad estaba bajo el asedio del ejército persa de Cosroes I. Con Jacobo la Mesopotamia finalmente fue conquistada por el partido monofisita, a pesar de cierta resistencia débil del partido ortodoxo. Así, en Edesa, todavía se encontraban algunos obispos ortodoxos: Amazonio, que asistió al concilio ecuménico de 553; Tomás, que habría consagrado al patriarca de Antioquía Pablo; y tal vez Teodoro.

### La conquista árabe
En 609 Edesa fue conquistada por primera vez por los persas de Cosroes II, que deportaron a muchos cristianos jacobitas a Persia e impusieron un obispo de la Iglesia del Oriente (única Iglesia reconocida en el Imperio sasánida). La ciudad más tarde fue retomada por el emperador bizantino Heraclio II (627-628), pero por un corto tiempo. En 639 Edesa cayó en manos de los árabes musulmanes.
Con la ventaja de la Iglesia jacobita, Edesa ya no tenía obispos ortodoxos, ni siquiera en el corto período de restauración de Heraclio, que no le impuso ningún obispo de la fe calcedonia.

## Diócesis sufragáneas
Edesa fue la segunda metrópolis en precedencia del patriarcado de Antioquía. Según la versión crítica de Siméon Vailhé (1907) de la Notitia Antiochena, la única Notitia Episcopatuum del patriarcado de Antioquía que se conoce, que data de la segunda mitad del siglo VI y se adjudica al patriarca Anastasio de Antioquía (quien gobernó el patriarcado dos veces entre 559 y 570 y entre 593 y 598), Edesa tenía once diócesis sufragáneas cuyo orden de precedencia era el siguiente:
- Birta (hoy Birecik),
- Constantina o Telia (hoy Viranşehir),
- Carre o Harrán (hoy Harrán),
- Marcópolis (ruinas no identificadas cerca de Sinyar),
- Batne o Sarug (hoy Suruç),
- Tell-Mahrê (ruinas cerca del arroyo Balik),
- Emeria (ruinas no identificadas),
- Circesio (hoy Al-Busayrah),
- Dausara (hoy Qal'at Ja'bar),
- Calinico (hoy Al Raqa),
- Nea Valencia (no identificada).

La recensión siríaca de la Notitia Antiochena incluye la diócesis de Marata [Μαραϑᾶς], que no aparece en las demás recensiones. Esto es recogido por la versión crítica de Ernst Honigmann (1925). También en esta provincia, Honigmann invirtió la posición entre Constantina y Carre, que pasó al tercer lugar.
Michel Le Quien en Oriens christianus (1740) menciona a Constantina, Calinico, Batne, Carre, Circesio, Marcópolis, Dausara, Emeria, Nea Valencia y Birta, pero no a Tell-Mahrê ni a Marata. Agrega además a Resaina y a Macedonópolis. Vailhé se preguntó si Tell-Mahrê era en realidad Macedonópolis, pero no encontró ninguna prueba.
Robert Devreesse en Le patriarcat d’Antioche depuis la paix de l’Église jusqu’à la conquête arabe (1945) menciona a Batne, Birta, Calinico, Carre, Circesio, Constantina, Dausara, Emeria, Marcópolis, incluyendo además a Resaina y al obispadop de los Sarracenos, pero no a Tell-Mahrê ni a Marata.

## Episcopologio
- Addai †
- Maris (o Agis o Aggai) †
- Istaspe † (mencionado en 179)
- Palout † (inicio del siglo III)
- San Barsimeo (Barsamya) † (circa 250)
- Conone † (principios de 289-circa 313)
- Saades † (circa 313-324)
- Aitahalla (o Etolio) † (324-después de 341)
- San Abraham † (346-361 falleció)
- San Barses † (361-marzo de 378 falleció)
- San Eulogio † (379-23 de abril de 386 falleció)
- Ciro I † (387-22 de julio de 396 falleció)
- Silvano † (fines de 396 o inicio de 397-17 de octubre de 398 falleció)
- Facidas (Pequida) † (23 de noviembre de 398-agosto de 409 falleció)
- Diógenes † (409-agosto de 411 falleció)
- Rabbula † (412-8 de julio u 8 de agosto de 435 falleció)
- Ibas † (436-449 depuesto)
- San Nonno † (449-451 nombrado arzobispo de Eliópolis)
- Ibas † (451-28 de octubre de 457 falleció) (por segunda vez)
- San Nonno † (457-471 falleció) (por segunda vez)
- Ciro II † (circa 472-6 de junio de 498 falleció)
- Pedro † (12 de julio de 498-10 de abril de 510 falleció)
- Pablo † (510-2 de julio de 522 exiliado)
- Asclepio † (23 de octubre de 522-27 de junio de 525 falleció)
- Pablo † (8 de marzo de 526-3 de octubre de 526 falleció) (por segunda vez)
- Andrés † (7 de febrero de 527-6 de diciembre de 532 falleció)
- Addai † (28 de agosto de 533-541 falleció)
- Amazonio † (mencionado en 553)
- Tomás †
- Teodoro † (circa 570-600)[7]

## Sucesión
En la era de las Cruzadas, en 1098 Edesa se convirtió en un feudo occidental, con el nombre de Condado de Edesa. En 1100 se restauró la arquidiócesis pero de rito latino, que duró hasta que la ciudad cayó en manos islámicas en 1144. En 1266 la arquidiócesis titular de Edesa fue restaurada como una sede titular católica que se mantiene hasta la actualidad, aunque está vacante desde el 28 de octubre de 1969. 
En 1144 está atestiguado que existía también un obispo de Edesa de la Iglesia apostólica armenia y aún existía una diócesis armenia cuando se produjo el genocidio armenio en la Primera Guerra Mundial.
Luego de las Cruzadas la Iglesia ortodoxa de Antioquía restableció el metropolitanato de Edesa y circa 1359 el patriarca de Constantinopla, Filoteo, mencionó su existencia. En 1700 el patriarca de Alejandría, Gerasimo Pallade, enumeró los metropolitanatos del patriarcado ortodoxo de Antioquía sin existir el de Edesa. En 1715 el patriarca ortodoxo de Jerusalén, Crisante, hizo también una mención de los metropolitanatos y el metropolitano de Amida figuraba como exarca de toda la Mesopotamia y de Armenia IV y locum tenens de Edesa. En 1907 el metropolitanato de Edesa era llevado como título por uno de los obispos auxiliares del patriarca.
La archieparquía titular de Edesa en Osroena de los greco-melquitas fue conferida por primera vez por la Santa Sede el 10 de septiembre de 1716 al obispo Gereteo (Juan) Stay, O.S.B.M., estuvo vacante hasta 1961 y de nuevo desde el 29 de abril de 2011.
Con el comienzo del siglo VI, Edesa participó en la nueva doctrina monofisita (herejía según sus rivales), condenada por el Concilio de Calcedonia en 451, pero que se extendió en Egipto y en el patriarcado de Antioquía. El obispo Pablo, su firme defensor, se vio obligado a exiliarse en 522. Fue en Edesa donde el arzobispo Jacobo Baradeo comenzó el movimiento monofisita en Siria, que continuó la serie episcopal de Edesa después de la expulsión de los bizantinos. La serie episcopal jacobita se interrumpió durante las Cruzadas, pero luego continuó. La diócesis de Edesa parece haber llegado a su fin después de la despoblación de la ciudad por la invasión mongola en 1283 y, a principios del siglo XVI, Edesa fue incluida en el título de los metropolitanos de Gargar. La diócesis fue revivida más adelante y en la actualidad existe el metropolitanato de Edesa de la Iglesia ortodoxa siriana. El obispo 'Abdallah entró en comunión con la Iglesia católica el 30 de septiembre de 1444, pero la sede volvió a los jacobitas, aunque otros obispos fueron católicos después, la archieparquía de Edesa en Osroena de los sirios católicos tuvo continuidad desde 1854 hasta ser devastada por el genocidio realizado por el Imperio otomano entre 1914 y 1918. Fue restablecida como sede titular, la archieparquía titular de Edesa en Osroena de los sirios, el 15 de octubre de 1944 y está vacante desde el 15 de octubre de 1993.
Edesa, con el nombre de Urfa, fue un vicariato patriarcal de la Iglesia católica caldea establecido en la segunda mitad del siglo XIX, que existió hasta 1900 cuando se lo incorporó a la archieparquía de Diyarbakır.